# قنبلة مملحة
القنابل المملحة (Salted bombs) هي نوع من القنابل النووية تغطى بفلز ساكن عادى لتقوية قدرتها التفجيرية ومضاعفتها ويكون هذا الفلز أحد أربعة: الكوبالت أو الذهب أو التنتالوم أو الخارصين (الزنك).
«قنبلة الكوبالت»: هي نوع من القنابل المملحة، وهي صورة من صور الأسلحة النووية قدمها الفيزيائى ليو سزيلارد الذي رأى أنها قادرة على تدمير كل صور الحياة على الأرض ويأتي بنهاية العالم ويوم القيامة.
غلاف أو قشرة القنبلة يصنع من معدن الكوبالت المعتاد بدلا من مادة انشطارية منخفضة الإشعاع مثل اليورانيوم 238، ويتحول هذا الفلز إلى نظيره الكوبالت 60 بقذفه وإثارته بالإشعاع النيوتروني. والكوبالت 60 باعث وباث ومُصدِر قوى لأشعة غاما والتي تنتج من تحلل أشعة بيتا وقد استعملت تاريخيا لأغراض العلاج الطبي بالإشعاع.
أو بمعنى آخر قنبلة الكوبالت هي قنبلة نووية لبها يتكون من مادة انشطارية مرتفعة الإشعاع مثل اليورانيوم 235 أما غلافها فيكون من فلز الكوبالت 59 (وهو مادة عادية غير انشطارية) فلما يتفجر اللب يجتذب الكوبالت النيوترونات الخارجة من اللب ويتحول بدوره إلى نظير مشع نشط جدا. 
وكذلك كل القنابل المملحة وظيفتها تقوية القنبلة النووية أكثر مما هي أصلا، لكن يختلف فقط فيها نوع الغلاف المغلف للب ففى حالة قنبلة الكوبالت يكون من الكوبالت 59.
أما القنبلة النووية غير المملحة فيكون لبها من مادة انشطارية أولى قوية مثل اليورانيوم 235 وغلافها من مادة انشطارية ثانية منخفضة الإشعاع مثل اليورانيوم 238.
أنواع القنابل المملحة حسب نوع الفلز المصنوع منه غلاف القنبلة:
- القنبلة المغلفة بالكوبالت.
- القنبلة المطلية بالذهب.
- القنبلة المغطاة بالتنتالوم.
- القنبلة المغطاة بالخارصين (الزنك).

النظير الطبيعى:
المنتج المشع:
فترة عمر النصف:
الكوبالت-59
الكوبالت-60
5.26 سنوات
التنتالوم-181
التنتالوم-182
115 يوم
الزنك-64
الزنك-65
244 يوم
وتوقف هذه المادة عن إصدار الإشعاع والغبار المشع يكون بعد مضى فترة عمر النصف لها والتي تبلغ 5.27 أعوام (أطول مدة عمر نصف بين بقية الفلزات التي تستخدم في القنابل المملحة ولذلك فهو سلاح مثالى لتدمير الأرض قبل أن يتداعى و«يفقد سمه» ويزول أثره وتنتهى قوته وخطورته بعد خمس سنوات كاملة من الانفجار)، وهي مادة نشطة الإشعاع للغاية، وهي تمثل تركيبة ومزيجا جعل سزيلارد يرى أن مثل هذا النوع من القنابل سيمسح ويزيل الحياة بأسرها من على سطح هذا الكوكب.
جرام واحد من الكوبالت 60 يحتوى على ما يقدر بخمسين كورى (أي 1.85 تيرابيكريل) من القدرة الإشعاعية، وبحساب أدق فان هذه الكمية من الكوبالت 60 تصيب الفرد بما يقدر بواحد جراى من الإشعاع المتأين في الدقيقة الواحدة، ونصف جرعة 3 إلى 4 جراى تقتل 50% من السكان في غضون ثلاثين يوما، وستتراكم وتتكدس في خلال دقائق قليلة فقط من التعرض لجرام واحد من الكوبالت 60.
والكميات الأقل من ذلك من الكوبالت 60 تستغرق مدة أطول لتقتل، لكنها تكون مؤثرة على نطاق منطقة واسعة عريضة، وحتى رغم ذلك فان ناقدى ومعارضى قنبلة الكوبالت يشيرون إلى أن الكتلة المطلوبة لذلك الغرض لا تزال كبيرة بشكل غير معقول ولا منطقى ولا مبرر: 1 جرام من الكوبالت 60 في الكيلومتر المربع من سطح الأرض يبلغ وزنه 510 طن!. وهذا الحجم الهائل وتكلفة صنع مثل هذا السلاح تجعله غير صالح للبناء والتصنيع رغم أنه ممكن تقنيا لأنه لايوجد حد أقصى من الأحجام بالنسبة للقنبلة النووية الحرارية.
وما يمكن اعتباره مخالف للعادة وغير المألوف في تلك القنبلة وهو الذي يغرى بتصنيعها هو فترة عمر النصف لها حيث أنها فترة طويلة بما فيه الكفاية لتبقى تأثيراتها وترسخ قبل تحللها الفعلى وتداعيها وأنها لتجعل من الانتظار والبقاء في الملاجئ فكرة غير عملية لأنك لن تنتظر فترة قصيرة بعد سقوط القنبلة وانطلاق الإشعاع الكثيف. وبعد خمسة عشر عاما أو عشرين يقل إشعاع الكوبالت 60 بنحو 8 إلى 16 وحدة مما يجعل (من المفترض كذلك) المنطقة قابلة للسكنى والأهول من جديد مرة أخرى، ويتحلل الكوبالت 60 إلى النيكل 60 الثابت وبالتالى غير المضر.

## قنبلة الكوبالت في وسائل الإعلام

### في الروايات والأفلام
استوحى مؤلفوا روايات الخيال العلمي من تحذيرات سزيلارد أفكارهم وجعلوا قنابل الكوبالت أسلحة نهاية العالم ويوم القيامة في مؤلفاتهم:
- رواية «على الشاطئ» للكاتب نيفيل شيوت إحدى أشهر الروايات الخيالية التي عالجت موضوع قنابل الكوبالت.
- فيلم «الدكتور سترينجلاف» (المنتج في 29 يناير عام 1964) للمخرج ستانلى كوبريك يصف بناء الإتحاد السوفيتي لقنبلة كوبالت/ثوريوم-ج.
- فيلم الإصبع الذهبي (المنتج في سبتمبر 1964) تدور أحداثه حول قنبلة صينية ذرية صغيرة لكنها قذرة، والتي استنتج جيمس بوند وحدس أنها تستخدم الكوبالت واليود لتلويث الذهب الموجود في فورت نوكس بالإشعاع لمدة 57 عاما (وصحح له الإصبع الذهبي هذه المعلومة لتكون 58 عاما).
- فيلم «تحت كوكب القردة» وهو التتمة الأولى لفيلم كوكب القردة يتضمن مجموعة من البشر المشوهى الخلقة على نحو غريب يعيشون في مدينة تحت الأرض داخل أطلال وبقايا وخرائب شبكة مترو أنفاق مدينة نيويورك، يعبدون قنبلة من النوع ألفا-أوميجا وهي سلاح نووى مغلف بالكوبالت قادر على أحداث تفاعل متسلسل والذي سيحرق الغلاف الجوى لكوكب الأرض بأكمله، والتعليق الصوتى في ختام الفيلم يؤكد أن القنبلة ناجحة وقد أفلحت في أداء مهمتها كما تم في الفيلم التالى «الهروب من كوكب القردة».
- شخصية مارفيل في الرسوم المتحركة والمسماة «رجل الكوبالت» (وقد صنعت في أبريل 1967) تستخدم هيكلا خارجيا ذا قوة وطاقة نووية.
- فيلم «مدينة الخوف» (المنتج في فبراير 1959).
- مسلسل «المرأة الحيوية» احتوى على حلقة من جزئين تسمى «نهاية العالم غدا» حيث فيها صنع شخص آلة لإنهاء العالم وأطلق عليه «أبو قنبلة الكوبالت».

### في الأخبار
قامت المملكة المتحدة بإجراء اختبار ذري يتضمن الكوبالت كمحدث أثر إشعاعى نشط في عام 1957 في قاعدة تادجي في مارالينجا في أستراليا ولكنه أعلن عن فشله.
ومع مطلع القرن الحادي والعشرين ظهرت نية جديدة لاعتبار الكوبالت 60 من بين أسلحة الدمار الشامل لإمكانية واحتمالية صنع قنبلة قذرة من هذه المادة أو لتفتيتها مما سيؤدى إلى حصد أرواح كثيرة على مساحة ومنطقة واضحة كما في هجوم إرهابى، وأن ذلك لأبسط من السلاح النووى الفعلى وأقل منه تأثيرا رغم أنه يمكنه قتل عشرات الآلاف من البشر في منطقة عالية الكثافة السكانية.